# چرتوسا دی پاویا (کومونه)
چرتوسا دی پاویا (به ایتالیایی: Certosa di Pavia) یک منطقهٔ مسکونی در ایتالیا است که در استان پاویا واقع شده‌است. چرتوسا دی پاویا ۱۰ کیلومتر مربع مساحت و ۵٬۱۱۴ نفر جمعیت دارد و ۹۰ متر بالاتر از سطح دریا واقع شده‌است.